# Грб Граубиндена
Грб Граубиндена је званични симбол швајцарског кантона Граубиндена. Грб датира из 1803, а задњу адаптацију је имао 8. новембра 1932. године.